# John Ljunggren
John Arthur Ljunggren (Forsheda, 9 settembre 1919 – Bor, 13 gennaio 2000) è stato un marciatore svedese.

## Biografia
Ai Giochi della XIV Olimpiade vinse l'oro nei 50 km di marcia ottenendo un tempo migliore dello svizzero Gaston Godel (medaglia d'argento) e del britannico Terence Johnson.

## Palmarès
| Anno | Manifestazione  | Sede      | Evento       | Risultato | Prestazione | Note |
| ---- | --------------- | --------- | ------------ | --------- | ----------- | ---- |
| 1948 | Giochi olimpici | Londra    | Marcia 50 km | Oro       | 4h41'52"    |      |
| 1956 | Giochi olimpici | Melbourne | Marcia 50 km | Bronzo    | 4h35'02"0   |      |
| 1960 | Giochi olimpici | Roma      | Marcia 50 km | Argento   | 4h25'47"0   |      |